# Parc històric estatal de Ward Charcoal Ovens
El parc històric estatal Ward Charcoal Ovens és una àrea designada per a la preservació històrica i l'esbarjo públic situada 32 km al sud de la ciutat d'Ely al comtat de White Pine, Nevada. Les 280ha del parc estatal protegeixen els forns de carbó en forma de rusc construïts a la segona meitat del segle XIX.

## Història
Forns
Els forns de carbó s'associen amb la ciutat fantasma de la mineria de plata de Ward, Nevada, establerta el 1876. La ciutat en el seu moment àlgid tenia una població de 1500 habitants, dos diaris, una escola, un cos de bombers, dues fonderies i un molí de segells. La ciutat va decaure després de 1880, amb un incendi el 1883 que va destruir un terç de la ciutat. L'oficina de correus va tancar l'any 1888. La mineria va reviure breument als anys 30 i 60. La ciutat ha estat majoritàriament destruïda per inundacions sobtades repetides a causa del seu lloc baix. Només queden la fosa, els fonaments del molí i el cementiri.
Els forns de carbó es troben a dues milles al sud del poble. Sis forns grans queden en excel·lent reparació, 30 peus (9.1 m) alt, 27 peus (8.2 m) de diàmetre, amb parets de 2 peus (0.61 m) gruixuda a la base. Els forns van estar en funcionament des del 1876 fins al 1879.  Van ser construïts amb toba soldada amb latit de quars per paletes itinerants italians suïssos coneguts com carbonari, especialitzats en els forns.  La forma del rusc es va dissenyar com una versió més eficient del sistema a cel obert que es va originar a Itàlia.  Els forns de carbó vegetal preparaven carbó vegetal de fusta collida localment per utilitzar-lo a les foses de Ward, utilitzant de 30 a 60 bushels de carbó vegetal per tona de mineral, per a 16.000 bushels (563.840 litres) al dia. Els forns Ward són els més ben conservats d'aquest tipus a Nevada. Van ser inscrits al Registre Nacional de Llocs Històrics el 1971.
Parc
La zona va estar sota propietat i gestió privada fins al 1956, quan a la Comissió del Parc Estatal de Nevada se li va oferir un permís per protegir els forns. Dues parcel·les de propietat privada van ser transferides al Departament de Vida Silvestre de Nevada el 1968; i el 1969, es van transferir 160 acres (64,8 ha) al sistema de parcs estatals per crear un monument estatal. La zona va ser designada parc estatal el 1994, quan es van afegir instal·lacions recreatives al lloc.

## Activitats i equipaments
El parc ofereix acampades, pícnics i rutes per fer senderisme i bicicleta de muntanya.